# Maria Tereza a Austriei (1638-1683)
 Maria Tereza a Austriei, Infantă a Spaniei, infantă a Portugaliei, Arhiducese de Austria (spaniolă María Teresa de Austria; franceză Marie-Thérèse d'Autriche; n. 10 septembrie 1638 – d. 30 iulie 1683) a fost fiica regelui Filip al IV-lea al Spaniei și a reginei Elisabeta a Franței. Prin căsătoria cu Ludovic al XIV-lea al Franței a fost regină a Franței. A fost mama Marelui Delfin.

## Primii ani

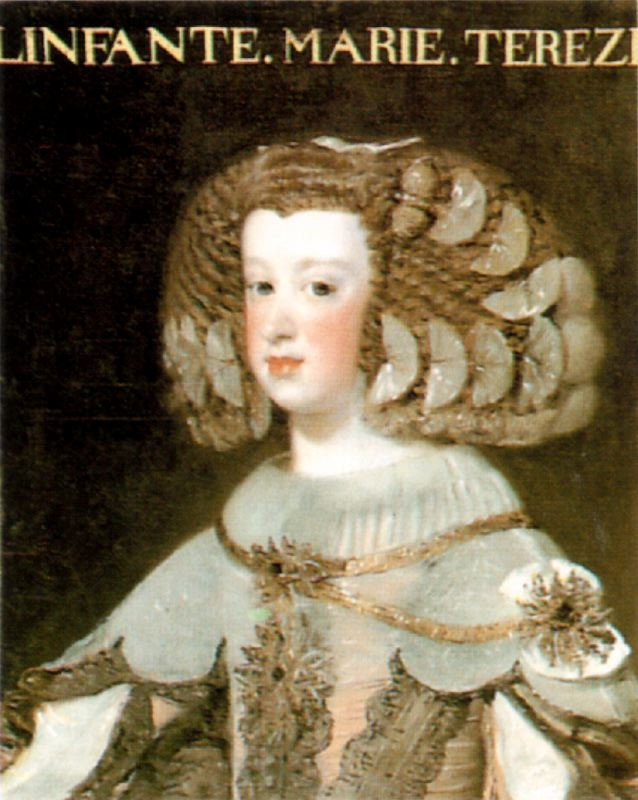
Maria Tereza

Născută ca María Teresa a Austriei, infanta a Spaniei la El Escorial, ea a fost fiica regelui Filip al IV-lea al Spaniei și a soției lui, Elisabeta a Franței. Fiind stră-strănepoată a unui arhiduce austriac, Maria Tereza a deținut titlul de arhiducesă de Austria. O altă infantă spaniolă, mătușa paternă și mai târziu soacra ei, Ana de Austria regină a Franței, de asemenea, a utilizat titlul de arhiducesă de Austria. Maria Tereza a combinat sângele regelui Filip al III-lea al Spaniei și al Margaretei de Austria de partea tatălui său și sângele regelui Henric al IV-lea al Franței și a Mariei de Medici de partea mamei sale. Ca mulți habsburgi, Maria Tereza a fost produsul a generaților întregi de căsătorii între veri primari.
Când fratele ei mai mare, Baltasar Carlos, moștenitor al tronului Spaniei, a murit, Maria Tereza ar fi putut moșteni vastul imperiu spaniol. S-ar putea spune că Maria Tereza a avut oarecum parte de o copilărie dificilă. Mama ei, o prințesă frumoasă franceză, a murit când ea avea doar șase ani; totuși tatăl ei a iubit-o foarte mult. Tatăl ei s-a recăsătorit cu nepoata lui, Mariana de Austria (mama ei era sora lui Filip al IV-lea). Mariana a născut-o pe Infanta Margarita Teresa, care a fost pictată de către Velázquez în numeroase portrete, și a fost figura centrală în Las Meninas. Margarita Teresa a devenit împărăteasă a Sfântului Imperiu Roman, dar a murit la vârsta de douăzeci și doi de ani.
În 1658 cum începuse războiul cu Franța, s-a propus ca mijloc de a asigura pacea o uniune între cele două familii regale. Maria Tereza și regele francez erau verișori primari de două ori. Tatăl lui era Ludovic al XIII-lea al Franței care era fratele mamei ei în timp ce tatăl ei era fratele Anei de Austria, mama regelui. 
O astfel de perspectivă a fost intens ispititoare pentru Ana de Austria, mama lui Ludovic al XIV-lea și mătușa Mariei Tereza, care își dorea să se sfârșească ostilitățile dintre țara ei natală Spania și țara adoptivă Franța. Ezitarea spaniolă și amânarea l-au condus pe  cardinalul Mazarin, primul ministru al Franței, să pretindă o căsătorie pentru stăpânul său cu Margaret Yolande de Savoia, a doua fiică a Christinei Marie a Franței, care a fost sora lui Ludovic al XIII-lea. Când Filip al IV-lea al Spaniei a auzit de întâlnirea de la Lyon între Casele de Franța și Savoia în noiembrie 1658, el a exclamat despre uniunea franco-Savoia că "nu poate fi și nu va fi". Filip a trimis apoi un trimis special la Curtea franceză pentru a deschide negocierile de pace și o căsătorie regală.

## Căsătorie

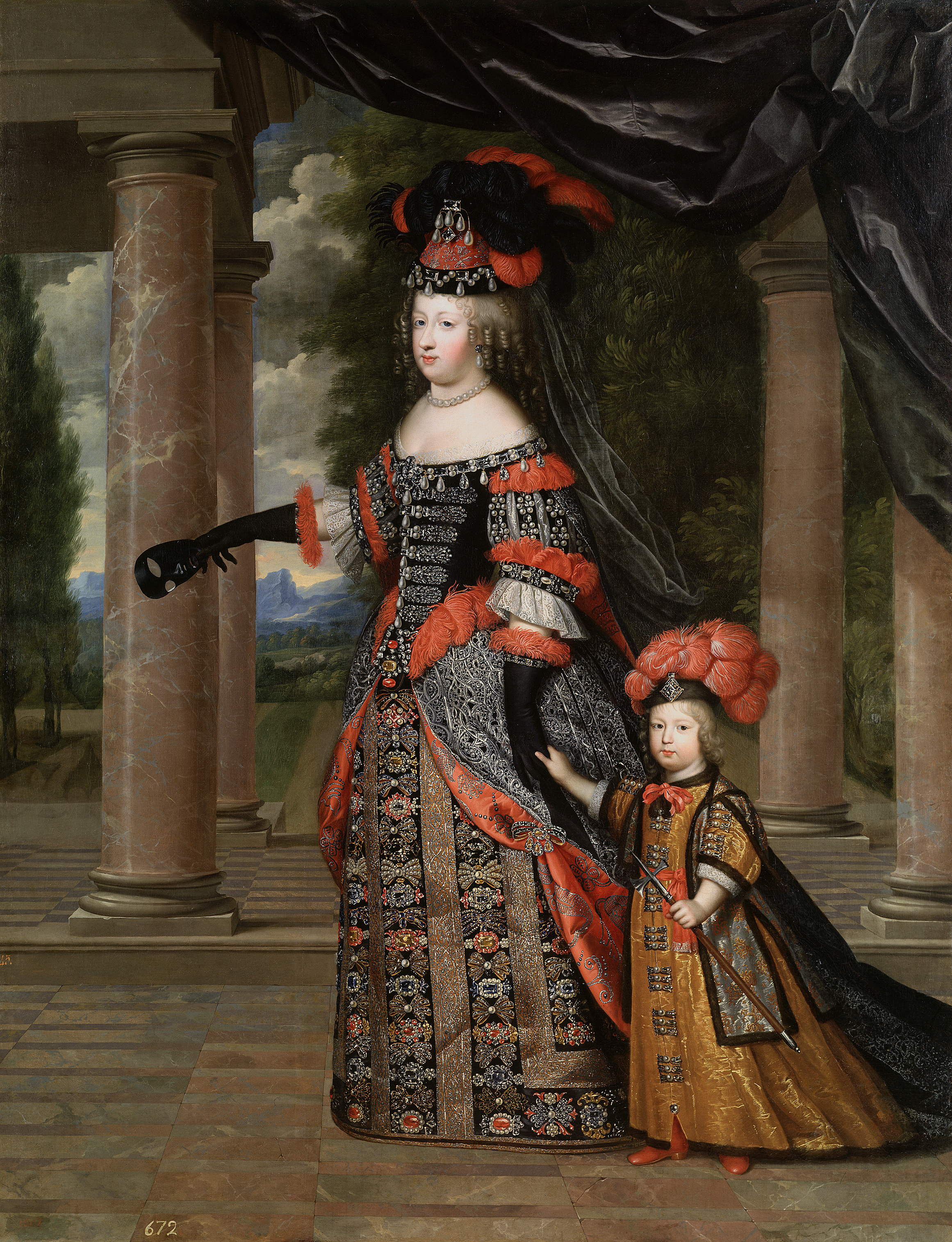
Marie Therese cu fiul său.

Negocierile de căsătorie au fost intense. Dornici de a preveni o uniune a celor două țări sau coroane, mai ales una în care Spania ar fi subordonată Franței, diplomații au încercat să includă o clauză de renunțare care ar priva-o pe María Teresa și pe copii ei de orice drepturi la succesiunea spaniolă. Acest lucru a fost făcut, dar în cele din urmă, prin abilitățile lui Mazarin și a diplomaților francezi, valabilitatea clauzei s-a condiționat de o zestre mai mare. Spania, sărăcită și în stare de faliment, după decenii de război, a fost în imposibilitatea de a plăti o astfel de zestre și Franța nu a primit suma convenită de 500.000 de écu.
După căsătoria prin procură cu regele francez la Fuenterrabia, Maria Tereza a devenit cunoscută ca Marie-Thérèse. Tatăl ei, Filip al IV-lea și întreaga curte spaniolă au însoțit mireasa până la Insula Fazanilor situată pe râul Bidassoa, unde Ludovic și curtea sa a întâlnit-o. La 7 iunie 1660 ea a părăsit țara natală Spania. Ca și tatăl ei, noua mireasă știa că era foarte puțin probabil să se mai vadă vreodată; nu era obiceiul pentru prințesele străine să-și viziteze țara natală: legăturile emoționale urmau să fie secționate. Ar fi fost nevoie de un eveniment extraordinar ca ea să se întoarcă în Spania. Două zile mai târziu, pe 9 iunie, a avut loc căsătoria religioasă la Saint-Jean-de-Luz.

## La curtea Franței

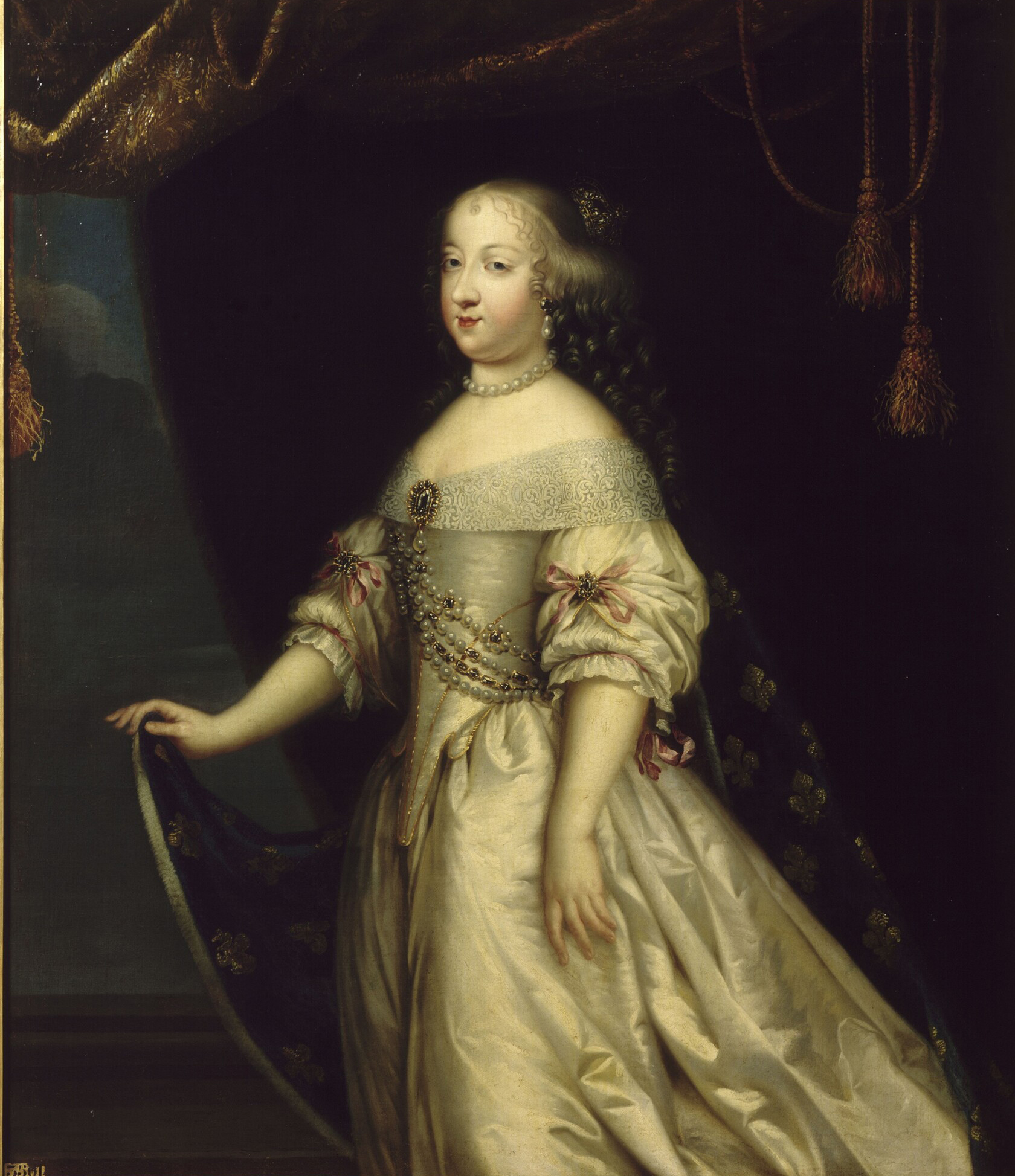
Marie-Thérèse ca regină a Franței

La 26 august 1660 tinerii căsătoriți și-au făcut intrarea în Paris. Ludovic i-a fost credincios soției în primul an de căsătorie și s-a bucurat de pasiunea legitimă pe care soția sa o simțea pentru el. Cu toate acestea, mai târziu au apărut dificultăți din cauza personalităților lor. În timp ce întreg Parisul glorifica cât de bine arată regele, Marie-Thérèse a continuat să se îngrașe cu plăcerea ei pentru ciocolata caldă și să se retragă în cercul ei. Părea că Marie-Thérèse este ultima care află că soțul ei are o nouă metresă. În ciuda acestei neglijări se spune că regele își îndeplinea atribuțiile conjugale în fiecare noapte.
Atunci când Ludovic a declarat-o pe Louise de La Vallière ca amanta lui oficială, a provocat multă durere reginei. Înainte de retragerea în mănăstire, Louise își va cere scuze public pentru greșelile ei împotriva reginei.
Într-un sens, Marie-Thérèse a fost foarte norocoasă să fi găsit o așa prietenă în soacra ei, așa cum nu s-a întâmplat cu multe prințese în țări străine. Marie-Thérèse a continuat să petreacă mult din timpul ei liber jucând cărți și jocuri de noroc; nu avea nici un interes în politică sau literatură. La începutul anului 1661 a rămas însărcinată iar fiul mult așteptat s-a născut la 1 noiembrie 1661. În Spania, la cinci zile după nașterea Delfinului, mama vitregă a Mariei-Thérèse, regina Mariana, a dat naștere viitorului rege Carol al II-lea al Spaniei, care s-a născut cu multe defecte din cauza legăturilor cosangvine de mai multe generații. Din cauza faptului că moștenitorul Spaniei avea handicap fizic și mental, s-a pus problema pentru succesiunea spaniolă. 

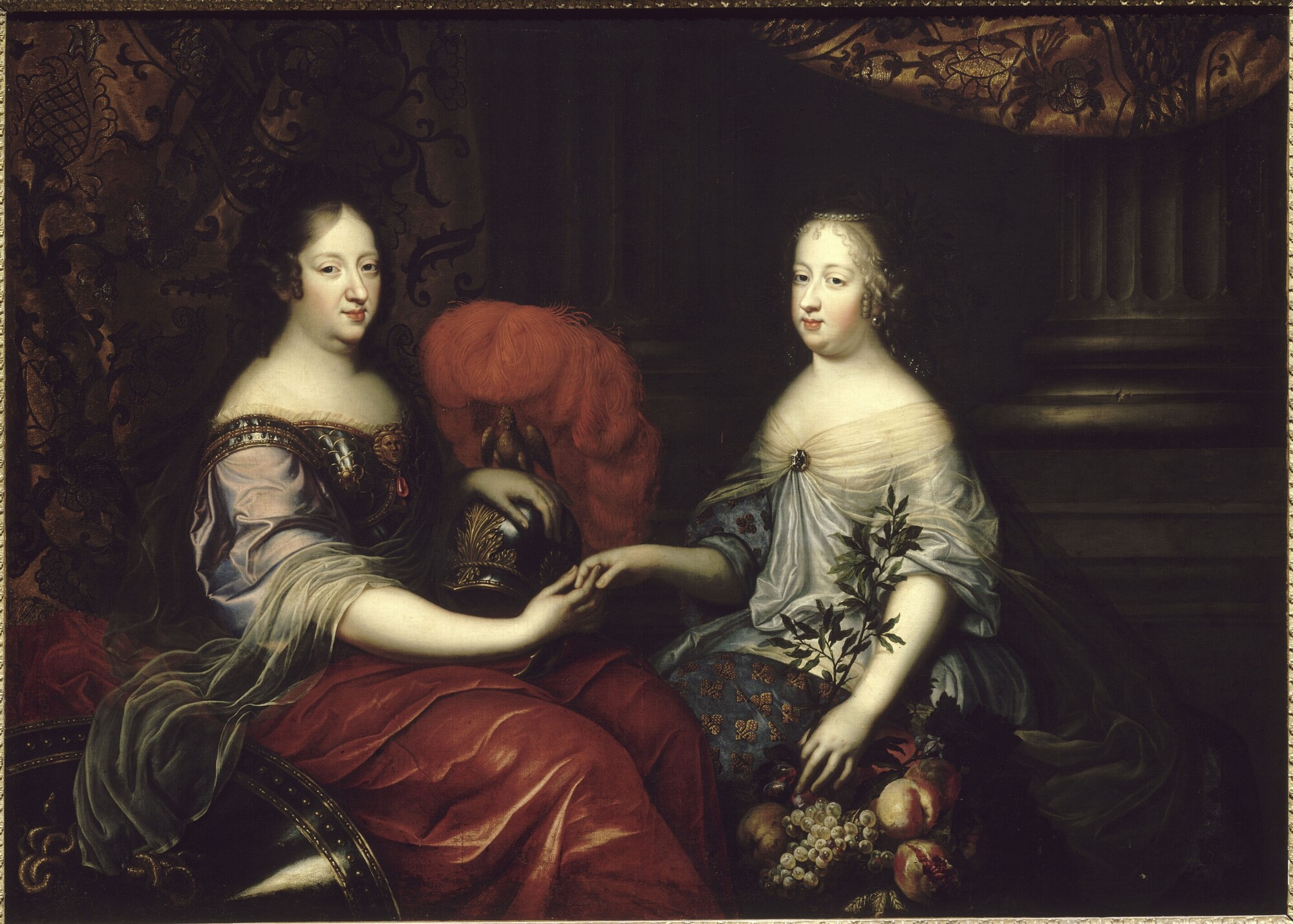
Mama regelui Ludovic al XIV-lea, Ana de Austria (stânga) și soția regelui Ludovic al XIV-lea, Marie Thérèse (dreapta); portret de André Simon Renard de Saint, 1664.

Prima dată când Marie-Thérèse a văzut Palatul Versailles a fost la 25 octombrie 1660. Atunci, era doar o mică reședință regală ridicată de Ludovic al XIII-lea pentru vânătoare, situat nu departe de Paris. Mai târziu a început prima campanie de construire (1664-1668) odată cu sărbătoarea care a avut loc între 7 și 13 mai 1664 aparent în onoarea celebrării celor două regine ale Franței - Ana, regina mamă și Marie-Thérèse soția lui Ludovic al XIV-lea însă în realitate în onoarea metresei regelui, Louise de La Vallière. 
Pe măsură ce timpul a trecut, Marie-Thérèse a devenit și mai docilă iar regele a continuat aventurile sale romantice. Ea a tolerat-o pe Madame de Montespan iar el s-a asigurat ca întotdeuna ea să fie tratată cu respect potrivit rangului ei de regină și de soție a lui, mustrând-o pe Madame de Montespan atunci când aceasta a întrecut linia. Ultima metresă a soțului ei, Madame de Maintenon a avut o mare influență asupra lui.
Marie-Thérèse a jucat un rol mic în politica externă cu excepția anilor 1667, 1672 și 1678 când a fost regentă în perioada absenței soțului ei aflat în campanii sau peste graniță.
Marie-Thérèse, infantă a Spaniei și regină a Franței a murit la 30 iulie 1683 la Versailles. Din cei șase copii pe care i-a născut, numai unul a supraviețuit, Ludovic, Marele Delfin care a murit în 1711 la 49 de ani, cu 4 ani înaintea tatălui său. În cele din urmă nepotul Mariei-Thérèse a moștenit drepturile sale la tronul spaniol și a devenit rege al Spaniei în 1700 sub numele Filip al V-lea.

## Descendenți
| Nume                                       | Naștere           | Deces             | Note |
| ------------------------------------------ | ----------------- | ----------------- | --- |
| Ludovic, Delfin al Franței                 | 1 noiembrie 1661  | 14 aprilie 1711   | Delfin al Franței în prioada 1661–1711. Tatăl lui: Ludovic, Delfin al Franței (1682-1712), Filip al V-lea al Spaniei și Charles, Duce de Berry (1686-1714) |
| Anne-Élisabeth a Franței                   | 18 noiembrie 1662 | 30 decembrie 1662 | Fille de France. Moarte infantilă. |
| Marie-Anne a Franței                       | 16 noiembrie 1664 | 26 decembrie 1664 | Fille de France. Moarte infantilă. |
| Marie-Thérèse a Franței                    | 2 ianuarie 1667   | 1 martie 1672     | Fille de France. A murit în copilărie la vârsta de cinci ani.                                                                                              |
| Philippe-Charles al Franței, Duce de Anjou | 5 august 1668     | 10 iulie 1671     | Fils de France. A murit în copilărie la vârsta de trei ani.                                                                                                |
| Louis-François al Franței, Duce de Anjou   | 14 iunie 1672     | 4 noiembrie 1672  | Fils de France. Moarte infantilă. |